# ラルフ・バード

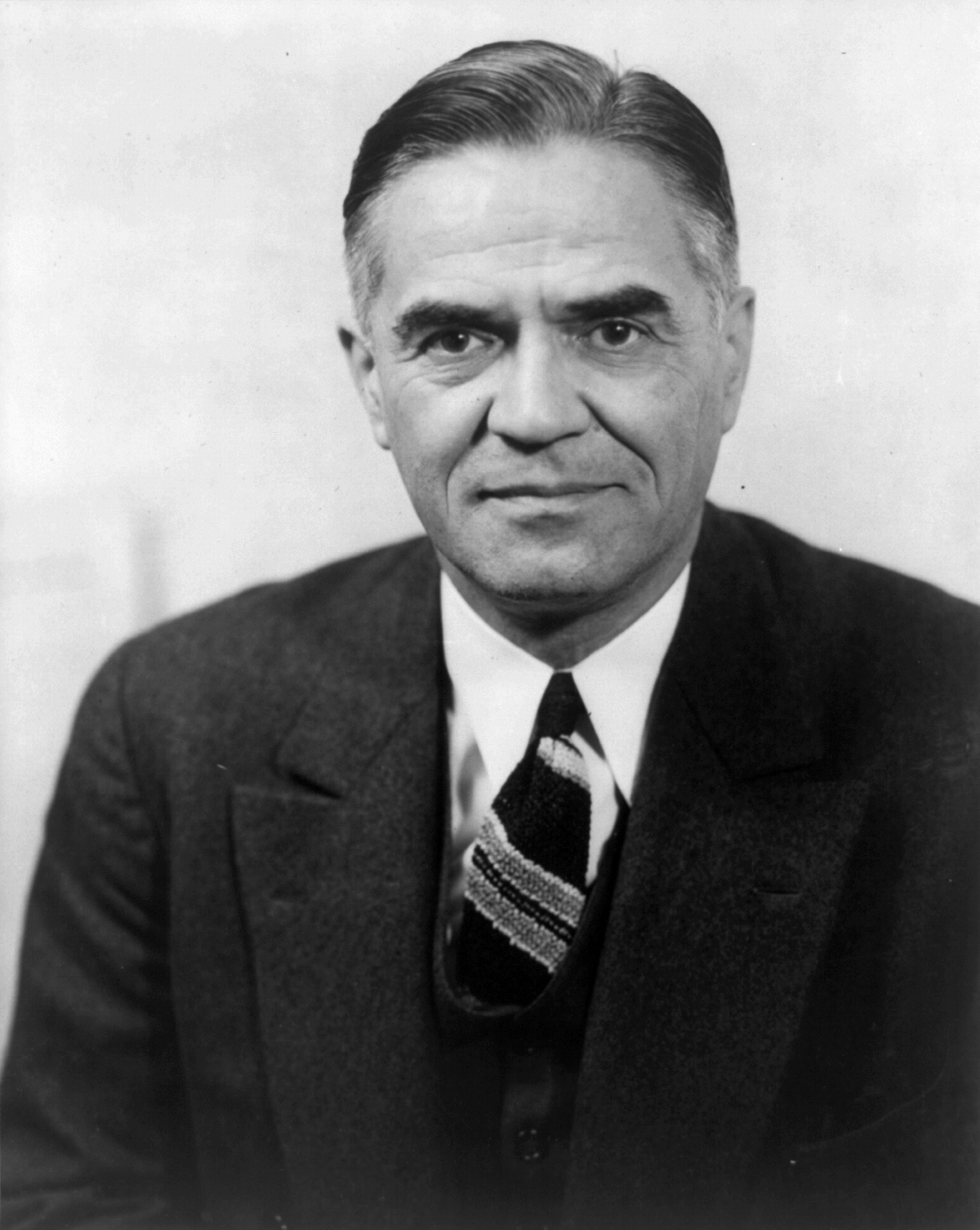
ラルフ・バード

ラルフ・オースティン・バード（Ralph Austin Bard、1884年7月29日 - 1975年4月5日）は、第二次世界大戦当時アメリカ合衆国において海軍次官 (Under Secretary of the Navy) を務めたシカゴの金融業者。アメリカによる原子爆弾（原爆）の使用前に、アメリカ政府は原爆投下に対する警告を日本に与えるべきだと主張した覚書をヘンリー・スティムソン陸軍長官へと提出したことで知られる。

## 略歴
1884年、オハイオ州クリーヴランドに生まれた。体格に恵まれスポーツに秀でたバードは、高校でフットボール・チームのキャプテンを務めた。プリンストン大学に学び、野球・バスケットボール・フットボールの3競技に渡って優秀選手に選ばれた。大学卒業後、種々の仕事を経てシカゴで投資銀行家となり、成功して自分の会社をもつに至った。
バードは、熱心な共和党員であったが、旧友のフランク・ノックス海軍長官に請われてワシントンに移り、1941年2月に民主党のフランクリン・ルーズベルト大統領によって大統領自身のキャリアの出発点でもあった海軍次官補 (Assistant Secretary) に任命された。ほどなく大戦に突入した海軍において、施設や運輸など広範な部門の管理を担当し、特に各局を統合するなどして海軍内での行政上の大幅な効率化を行った。また、産業労働者の世界最大の直接雇用者となった海軍において労使の話し合いの場を設け労使関係の円滑化を図った。さらに、戦時人的資源委員会 (War Manpower Commission) において民間の軍事部門への労働力配分の計画に携わり、民間と協力してカリフォルニア州のエルク・ヒルズ油田に初の海軍石油保留施設 (Naval Petroleum Reserve No. 1) を組織した。バードは海軍の人種政策の調査委員に任命され、当時、一般任務に就くことが制限されていた海軍のアフリカ系アメリカ人志願兵の参加を許可する政策を推進した。
1944年4月にノックス海軍長官が任期途中で急死すると、短期間、バードは海軍長官代理を務めた。その後、ジェームズ・フォレスタル新長官の推薦により、6月24日に海軍次官 (Under Secretary) に就任し、およそ1年後の1945年6月30日に自らの意志で退任するまでその任にあたった。
ビジネスの世界に復帰後は、シカゴ郊外イリノイ州レーク・フォレストに居を構え、国連の通常兵器委員会のアメリカ代表代理、ノースウェスタン大学理事なども務めた。1946年に海軍殊勲賞 (Navy Distinguished Service Medal) を、1954年に海軍文民功労賞 (Navy Distinguished Civilian Service Award) を授与された。1975年、90歳で没した。

## バードの覚書
1945年5月、バードは海軍次官として、スティムソン陸軍長官のもとに設けられ、原爆を含む核エネルギー政策全般を極秘のもとに討議・勧告した暫定委員会の8人の委員の1人に任命された。この委員会では原爆の投下目標の選定のような軍事的に具体的な議論はなされなかったが、1945年5月31日と6月1日の会議で原爆を可能な限り迅速に無警告で日本に対して使用するようスティムソン陸軍長官がトルーマン大統領に勧告すべきなどとした決議を行っていた。
6月27日になって、バードは短い覚書を執筆しこの結論に異を唱えた。暫定委員会議長代理であったジョージ・L・ハリソンを介してスティムソンに送られた覚書の内容は以下のようであった。
S-1爆弾の使用に関する覚書：
この計画に私が接して以来、この爆弾が日本に対して実際に使用される前に、例えば使用される2日か3日前に、日本は何らかの事前の警告を受けるべきだとの思いを私は抱いてきました。
偉大な人道主義国家としての合衆国の地位、また、我ら人民一般のフェアプレーを望む考えがこの思いの主たる理由です。
この数週間、私はまた、日本政府が彼らの降伏の仲介としうる何らかの機会を模索しているのではないかと極めてはっきり感じてきました。
三国会談の後で、この国の使者が日本の代表と中国沿岸のどこかで接触し、ロシアの立場について明らかにするのと同時に、提案されている原子力の使用についての何らかの情報を――無条件降伏後の日本国天皇と日本国家の処遇について大統領がどのような保証をするつもりであっても、そのこととともに、与えることができるかもしれません。
私には、これが日本が探し求めている機会を与える可能性が十分にあると思われます。
我々がこのような計画を行うことで特別失うことになるものを私は見出だせません。
この賭けは極めて重大なものであるので、何かこの種の計画について真剣な検討を加えるべきであるというのが私の考えです。
現在の状況下で、こうした計画の成功の可能性を評価するに値する人がこの国にいるとは思えません。
それを知る唯一の方法はそれを試してみることです。
（署名）

ラルフ・A・バード
1945年6月27日
文中、「S-1爆弾」は原爆を意味する。また、「三国会談」は、覚書より後の7月より予定されていたアメリカ・イギリス・ソビエト連邦（ソ連）によるポツダム会談を、「ロシアの立場」は先立つヤルタ会談で合意されたソ連の参戦の可能性を指す。覚書では連合国間での対日降伏条件の合意後に日本政府と接触を図るべきだとし、原爆投下に先立って事前の警告が行われるべきだとの主張とともに、ソ連の参戦や天皇の地位の保証についてもほのめかされ、日本に降伏の受け入れを促す機会をもっと与えるべきだとしている。
覚書提出3日後の6月30日、バードは自ら望んで海軍次官の職を辞任した。スティムソンが覚書に対してどのような対応を取ったか、また、バードの辞任にこの覚書がどのように関わっているかは明確にされていない。覚書の内容がトルーマンまで伝えられたかもわかっていないが、バードは辞任に際し、7月1日にホワイトハウスを訪問し大統領と直接言葉を交わす機会をもっている。このときこの覚書の内容について話し合った可能性があるが、15年後、バードはその会談について覚えていないとしている。7月26日の連合国によるポツダム宣言は「黙殺」され、8月6日と9日、アメリカは予定通り無警告で原爆を日本に投下した。バードは生涯、覚書のアプローチが無警告での投下よりも望ましかったと主張していた。